# Să nu uităm
Să nu uităm este un film românesc din 1981 regizat de Olimp Vărășteanu.